# Zeyarat-e 'Ali
Zeyārat-e 'Alī (farsi زیارت‌علی) è una città dello shahrestān di Rudan, circoscrizione di Rodkhaneh, nella provincia di Hormozgan. Aveva, nel 2006, una popolazione di 2.506 abitanti.